# Johannes Anthony Boreel de Mauregnault
Jhr. Johannes Anthony Boreel de Mauregnault ('s-Gravenhage, 11 november 1916 – Amsterdam, 22 juni 1947) was een Nederlands nationaalsocialistisch politiek activist. Hij was lid van de NSB als stamboeknummer 102.589. 

## Familie
De Mauregnault was een lid van de familie De Mauregnault en een zoon van jhr. Johnnes Jacobus Boreel de Mauregnault (1880-1945) en Johanna Josephine Elisabeth Kits van Heyningen (1880-1960). Hij trouwde in 1943 met Kommerijn Gerittine Kooijmans (1915-2008) die in 1953 hertrouwde met de journalist en schrijver Sjoerd Leiker (1914-1988)

## Leven en werk
In 1942 was hij werkzaam als lector bij het nationaalsocialistische Departement van Volksvoorlichting en Kunsten. Tezelfdertijd was hij redacteur van Het Nationale Dagblad. Na een verblijf te Berlijn werd hij hoofd Perszaken van de Nationaal-Socialistische Beweging (NSB) van Anton Mussert. In de maanden december 1943 en januari 1944 fungeerde hij als plaatsvervangend leider van de reportagedienst van de Nederlandsche Omroep.
Na de oorlog bracht hij meer dan een jaar in voorarrest door. Hij overleed in juni 1947 op dertigjarige leeftijd aan de gevolgen van tuberculose, nog voordat hij kon worden berecht.
 Portaal: Fascisme en nationaalsocialisme in Nederland · Fascisme · Nationaalsocialisme